# Ministerio de Cultura y Educación (Argentina, 1991)
El Ministerio de Cultura y Educación de Argentina fue un ministerio dependiente del Poder Ejecutivo Nacional con competencia en cultura y educación.

## Historia
Por intermedio de la ley n.º 23 930, sancionada el 18 de abril de 1991 y promulgada el 22 del mismo mes y año, se estableció un nuevo gabinete nacional, creándose el Ministerio de Cultura y Educación.
El 10 de diciembre de 1999, fecha de asunción del presidente Fernando de la Rúa, el Senado y la Cámara de Diputados sancionaron y promulgaron la ley n.º 25 233 (publicada el 14 del mismo mes y año), modificando nuevamente el gabinete; el área de cultura pasó a una secretaría y quedó separada de la cartera de la educación, que pasó a denominarse «Ministerio de Educación».